# Instituto Federal de Mato Grosso do Sul
O Instituto Federal de Educação, Ciência e Tecnologia de Mato Grosso do Sul (IFMS) é uma instituição que faz parte do programa de expansão da Rede Federal de Educação Profissional, Científica e Tecnológica, do Ministério da Educação (MEC). A rede integra 38 Institutos Federais, dois Centros Federais de Educação Tecnológica (Cefet), 24 Escolas Técnicas Vinculadas às Universidades Federais, a Universidade Tecnológica Federal do Paraná e o Colégio Pedro II, do Rio de Janeiro.
De acordo com a legislação, os institutos federais são instituições de educação superior, básica e profissional, pluricurriculares e multicampi, especializados na oferta de educação profissional e tecnológica nas diferentes modalidades de ensino,com forte inserção na área de pesquisa aplicada e na extensão. Possuem natureza jurídica de autarquia, detentoras de autonomia administrativa, patrimonial, financeira, didático-pedagógica e disciplinar, com estrutura de organização e funcionamento semelhantes.

## Sobre a implantação do IFMS
O Instituto Federal de Educação, Ciência e Tecnologia de Mato Grosso do Sul (IFMS) foi criado pela Lei nº 11.892, de 29 dezembro de 2008, quando o Ministério da Educação (MEC) reestruturou a Rede Federal de Educação Profissional, Científica e Tecnológica.
O processo de implantação do IFMS começou em 2007, com a sanção da Lei nº 11.534, de 25 de outubro de 2007, que criou escolas técnicas e agrotécnicas federais. Na ocasião, foram instituídas a Escola Técnica Federal de Mato Grosso do Sul, com sede em Campo Grande, e a Escola Agrotécnica Federal de Nova Andradina.
No ano seguinte, com a reestruturação da Rede Federal, o IFMS foi criado com a previsão de instalação dos campi Campo Grande e Nova Andradina. Na ocasião, o MEC designou a Universidade Tecnológica Federal do Paraná (UTFPR) como tutora do processo de implantação pelo período de dois anos.
Em 2009, com o novo projeto de expansão da Rede Federal, foram criados outros cinco campi nos municípios de Aquidauana, Corumbá, Coxim, Ponta Porã e Três Lagoas.
O Campus Nova Andradina foi o primeiro a entrar em funcionamento, em 2010, por meio da publicação da Portaria MEC n° 1.170/2010. No dia 1° de fevereiro daquele ano, em Brasília,  78 campi de Institutos Federais foram inaugurados, dentre eles o primeiro do IFMS. Os primeiros servidores tomaram posse no dia 8 do mesmo mês.
No ano seguinte, a Portaria MEC n° 79, de 31 de janeiro de 2011, autorizou o funcionamento dos outros seis campi. As unidade iniciaram as atividades de ensino em sedes provisórias com a oferta de cursos de educação a distância, em parceria com o Instituto Federal do Paraná (IFPR) e prefeituras municipais.
À medida que as obras foram sendo concluídas, estudantes e servidores iniciaram as atividades nos campi definitivos. Em Aquidauana, as aulas na nova sede tiveram início no dia 2 de setembro de 2013. 
No dia 30 do mesmo mês, o Campus Ponta Porã entrou em funcionamento no prédio construído em uma área de 25 hectares doada pela prefeitura. Seria a segunda unidade com vocação para educação no campo, assim como Nova Andradina.
Em 28 de abril de 2014, foram iniciadas as atividades no Campus Coxim. Em Três Lagoas, a sede definitiva começou a funcionar no dia 12 de maio daquele ano. Em junho, o Governo Federal realizou a inauguração oficial desses quatro campi, em Brasília. Depois dessa data, os campi realizaram o descerramento das placas em suas unidades.
Em 2014, foram criadas três novas unidades nos municípios de Dourados, Jardim e Naviraí, cujas sedes passaram a ser construídas. Inicialmente, houve a oferta de cursos de qualificação profissional e idiomas.
A Portaria MEC n° 378, de 09 de maio de 2016 autorizou o funcionamento dos novos campi. Nessa data, Dourados e Jardim foram oficialmente inaugurados pela Presidência da República, em Brasília.
Em 2016, o Campus Dourados iniciou o ano letivo na sede definitiva. Em 25 de outubro, o Campus Jardim foi entregue à comunidade. A sede definitiva do Campus Campo Grande entrou em funcionamento em julho de 2017, e a de Corumbá no primeiro semestre de 2018. O Campus Naviraí funciona em sedes provisórias. 
Em 2024, o Governo Federal anunciou a criação dos campi Amambai e Paranaíba, como parte de um novo plano de expansão da Rede Federal. As unidades devem começar a oferta de cursos técnico integrados em 2025.

## Centros e cursos
As duas unidades implantadas inicialmente foram os Campus Campo Grande e Campus Nova Andradina do Instituto Federal de Educação, Ciência e Tecnologia de Mato Grosso do Sul. Com o tempo foi incluída ainda a implantação de outros cinco campi, consolidando o caráter regional de atuação. Na terceira fase de expansão da Rede Federal de Educação Profissional, Científica e Tecnológica, foram implantadas mais três unidades. Atualmente são 10 unidades espalhadas pelo estado:

### Aquidauana
Cursos da unidade de Aquidauana.

#### Formação Inicial e Continuada (FIC)
- - Desenhista de Móveis
  - Desenhista da Construção Civil
  - Libras Básico
  - Operador de Computador
- E-tec Idiomas Sem Fronteiras
  - Espanhol
  - Inglês

#### Técnico
- Cursos Técnicos integrados ao Ensino Médio
  - Técnico em Edificações
  - Técnico em Informática
- Curso Técnico Integrado – Educação de Jovens e Adultos (Proeja)
  - Técnico em Edificações
- Curso Técnico Subsequente Presencial
  - Técnico em Desenho da Construção Civil
  - Técnico em Informática

#### Superior
- Graduação
  - Bacharelado em Engenharia Civil
  - Tecnologia em Sistemas para Internet
  - Tecnologia em Redes de Computadores
- Pós-Graduação
  - Especialização em Docência para Educação Profissional, Científica e Tecnológica

#### EaD
- Técnico Subsequente (IFMS/IFPR)
  - Técnico em Agente Comunitário de Saúde
  - Técnico em Transações Imobiliárias
- Rede e-Tec
  - Técnico em Edificações
  - Técnico em Manutenção e Suporte em Informática

### Campo Grande
Cursos da unidade de Campo Grande.

#### Formação Inicial e Continuada (FIC)
- - Desenhista Mecânico
  - Eletricista Instalador Predial de Baixa Tensão
  - Espanhol
  - Inglês

#### Técnico
- Cursos Técnicos Integrados de Nível Médio
  - Técnico em Eletrotécnica
  - Técnico em Informática
  - Técnico em Mecânica
- Curso Técnico Subsequente Presencial
  - Técnico em Informática

#### Superior
- Graduação[3]
  - Engenharia Elétrica
  - Engenharia Mecânica
  - Tecnologia em Sistemas para Internet
- Pós-Graduação
- Especialização em Docência para a Educação Profissional, Científica e Tecnológica

#### EaD
- Técnico Subsequente (IFMS/IFPR)
  - Técnico em Administração
  - Técnico em Agente Comunitário de Saúde
  - Técnico em Serviços Públicos
  - Técnico em Transações Imobiliárias
- Rede e-Tec (IFMS)
  - Técnico em Automação Industrial
  - Técnico em Edificações
  - Técnico em Manutenção e Suporte em Informática

### Corumbá
Cursos da unidade de Corumbá.

#### Formação Inicial e Continuada (FIC)
- - Espanhol
  - Inglês
  - Beneficiador de Minérios
  - Fotógrafo
  - Programador Web

#### Técnico
- Cursos Técnicos Integrados de Nível Médio
  - Técnico em Informática
  - Técnico em Metalurgia

#### Superior
- Graduação
  - Tecnologia em Análise e Desenvolvimento de Sistemas
  - Tecnologia em Processos Metalúrgicos
- Pós-Graduação
  - Especialização em Docência para a Educação Profissional, Científica e Tecnológica

#### EaD
- Técnico Subsequente (IFMS/IFPR)
  - Técnico em Agente Comunitário de Saúde
  - Técnico em Transações Imobiliárias
- Rede e-Tec (IFMS)
  - Técnico em Administração
  - Técnico em Automação Industrial
  - Técnico em Edificações
  - Técnico em Manutenção e Suporte em Informática
  - Técnico em Serviços Públicos

### Coxim
Cursos da unidade de Coxim.

#### Formação Inicial e Continuada (FIC)
- - Espanhol
  - Inglês
  - Piscicultor

#### Técnico
- Cursos Técnicos Integrados de Nível Médio
  - Técnico em Alimentos
  - Técnico em Informática
- Curso Técnico Subsequente Presencial
  - Técnico em Aquicultura

#### Superior
- Graduação
  - Engenharia de Pesca
  - Licenciatura em Química
  - Tecnologia em Alimentos
  - Tecnologia em Sistemas para Internet
- Pós-Graduação
  - Especialização em Docência para a Educação Profissional, Científica e Tecnológica

#### EaD
- Técnico Subsequente (IFMS/IFPR)
  - Técnico em Agente Comunitário de Saúde
  - Técnico em Transações Imobiliárias
- Rede e-Tec (IFMS)
  - Técnico em Administração
  - Técnico em Serviços Públicos

### Dourados
Cursos da unidade de Dourados.

#### Formação Inicial e Continuada (FIC)
- - Auxiliar Administrativo
  - Condutor Cultural Local
  - Desenhista de Produtos Gráficos Web
  - Espanhol Básico
  - Inglês Básico
  - Operador de Computador

#### Técnico
- Cursos Técnicos Integrados de Nível Médio
  - Informática para a Internet
  - Administração

#### EaD
- Técnico Subsequente
  - Técnico em Administração
  - Técnico em Agente Comunitário de Saúde
  - Técnico em Serviços Públicos
- E-tec Idiomas Sem Fronteiras
  - Inglês
  - Espanhol

### Jardim
Cursos da unidade de Jardim.

#### Formação Inicial e Continuada (FIC)
- - Desenhista da Construção Civil
  - Operador de Computador

#### Técnico
- Cursos Técnicos Integrados de Nível Médio
  - Edificações
  - Informática
- Cursos Técnicos Integrados de Nível Médio (Proeja)
  - Edificações
  - Manutenção e Suporte em Informática
- E-tec Idiomas Sem Fronteiras
  - Inglês Básico

#### Superior
- Graduação 
  - Arquitetura e Urbanismo
  - Informática

### Naviraí
Cursos da unidade de Naviraí.

#### Formação Inicial e Continuada (FIC)
- - Agente de Desenvolvimento Cooperativista
  - Auxiliar de Agropecuária
  - Contador de Histórias
  - Espanhol Básico
  - Inglês Básico
  - Operador de Computador
  - Programador Web
  - Vendedor

#### Técnico
- Curso Técnico Integrado de Nível Médio
  - Agricultura
  - Informática para a Internet

#### Superior
- Graduação
  - Tecnologia em Análise e Desenvolvimento de Sistemas

#### EaD
- E-tec Idiomas Sem Fronteiras
  - Inglês

### Nova Andradina
Cursos da unidade de Nova Andradina.

#### Formação Inicial e Continuada (FIC)
- - Agente de Desenvolvimento Cooperativista
  - Operador de Computador

#### Técnico
- Cursos Técnicos Integrados de Nível Médio
  - Técnico em Agropecuária
  - Técnico em Informática
- Curso Técnico Subsequente Presencial
  - Técnico em Zootecnia

#### Superior
- Graduação
  - Bacharelado em Agronomia
  - Superior de Tecnologia em Análise e Desenvolvimento de Sistemas
  - Superior de Tecnologia em Produção de Grãos
- Pós-Graduação
  - Especialização em Docência para a Educação Profissional, Científica e Tecnológica

#### EaD
- Técnico Subsequente (IFMS/IFPR)
  - Técnico em Agente Comunitário de Saúde
  - Técnico em Transações Imobiliárias
- Rede e-Tec (IFMS)
  - Técnico em Administração
  - Técnico em Manutenção e Suporte em Informática
  - Técnico em Serviços Públicos
- E-tec Idiomas Sem Fronteiras
  - Espanhol
  - Inglês

### Ponta Porã
Cursos da unidade de Ponta Porã.

#### Técnico
- Cursos Técnicos Integrados de Nível Médio
  - Técnico em Agricultura
  - Técnico em Informática
- Curso Técnico Subsequente Presencial
  - Técnico em Agricultura
  - Técnico em Informática para Internet

#### Superior
- Graduação
  - Bacharelado em Agronomia
  - Tecnologia em Agronegócio
- Pós-Graduação
  - Especialização em Docência para a Educação Profissional, Científica e Tecnológica

#### EaD
- Técnicos subsequentes (IFMS/IFPR)
  - Técnico em Administração
  - Técnico em Agente Comunitário de Saúde
  - Técnico em Serviços Públicos
  - Técnico em Transações Imobiliárias
- Rede e-Tec (IFMS)
  - Técnico em Manutenção e Suporte em Informática

### Três Lagoas
Cursos da unidade de Três Lagoas.

#### Formação Inicial e Continuada (FIC)
- - Programador de Dispositivos Móveis

#### Técnico
- Cursos Técnicos Integrados de Nível Médio
  - Técnico em Eletrotécnica
  - Técnico em Informática

#### Superior
- Graduação
  - Tecnologia em Análise e Desenvolvimento de Sistemas
  - Tecnologia em Automação Industrial
  - Tecnologia em Sistemas para Internet
- Pós-Graduação
  - Especialização em Docência para a Educação Profissional, Científica e Tecnológica

#### EaD
- Técnico Subsequente - Rede e-Tec (IFMS)
  - Técnico em Automação Industrial
  - Técnico em Manutenção e Suporte em Informática